# المقوع
المقوع ، منطقة من مناطق محافظة الأحمدي في الكويت.
سميت بهذا الاسم نسبة إلى المنطقة التي تقع غرب قصر دسمان.